# Apteroclerus fusiformis
Apteroclerus fusiformis là một loài bọ cánh cứng trong họ Cleridae. Loài này được Wollaston miêu tả khoa học đầu tiên năm 1867.